# Heterotextus miltinus
Heterotextus miltinus är en svampart som först beskrevs av Miles Joseph Berkeley, och fick sitt nu gällande namn av Robert Francis Ross McNabb 1965. Heterotextus miltinus ingår i släktet Heterotextus och familjen Dacrymycetaceae.   Inga underarter finns listade i Catalogue of Life.